# 승마산
승마산 또는 약산(藥山) 은 대한민국 경기도 김포시에 있는 산이다. 행정주소는 경기도 김포시 대곶면 약암리 산108-2번지이다.
현재 공식 명칭은 승마산으로 불리며 약산은 조선시대 대동여지도등에 표기된 전래 명칭이다.

## 전망대
승마산 정상에는 현재 육각형 모양의 사방을 관망할 수 있는 전망대가 설치되어 있다. 약산 능선의 정상 전망대로 가는 승마산(약산) 입구(GPS 37.62938620176112, 126.55291858578424)는 승마농원 입구와 같이 약암로 도로에서 시작한다.

## 봉수대
승마산에는 조선시대 봉수대가 설치된 곳으로 산 중턱에는 조계종 광은사가 자리잡고있다. 한편 약산(승마산)의 약산봉수는 수안산(守安山)으로 옮겨진바가 세종실록 지리지와 대동여지도에 언급된다.
【主産水魚、眞魚、土花、白蝦。】 祖江在縣北。 【有渡船, 産黃大魚, 他處所無。 宣德年中, 嘗有中使, 以帝命來求。】 烽火二處, 主山、 【東準金浦主山, 西準江華松嶽。】 藥山在縣南。 【西準江華大母城, 南準金浦白石山。】(世宗實錄 地理志 通津縣)
조강(祖江)은 현(縣) 북쪽에 있다. 【나룻배가 있다. 황대구[黃大魚]가 나는데, 〈이 고기는〉 다른 곳에는 없으므로 선덕(宣德) 때에 명나라 사신이 황제의 명으로 와서 구해 갔다. 】 봉화가 2곳이니, 주산(主山)과 【동쪽으로 김포(金浦) 주산(主山)에 응하고, 서쪽으로 강화(江華) 송악(松岳)에 응한다. 】 약산(藥山)이다. 현(縣) 남쪽에 있다. 【서쪽으로 강화 할미성[大母城]에 응하고, 남쪽으로 김포 백석산(白石山)에 응한다. 】 (세종실록 지리지 통진현)

## 같이 보기
- 축곶산
- 대명포구
- 약암온천
- 조강(할아버지강)
- 대모산(할머니산)
- 한남정맥